# Vonnegut (Merkurkrater)
| Vonnegut                                                                | Vonnegut      |
| ----------------------------------------------------------------------- | ------------- |
| Der Merkurkrater Vonnegut am 21. Juli 2011, aufgenommen durch MESSENGER |               |
| Eigenschaften                                                           |               |
| Breite                                                                  | 82,72° N      |
| Länge                                                                   | 249,91° O     |
| Durchmesser                                                             | 26,61 km      |
| Tiefe                                                                   | unbekannt     |
| Eponym                                                                  | Kurt Vonnegut |

Vonnegut ist ein Einschlagkrater auf dem Planeten Merkur.
Er befindet sich im so genannten Borealis Quadrangle, das den Nordpol des Merkur bis zu 65° N umschließt, und hat einen mittleren Durchmesser von 26,61 Kilometern. Der nächstliegende Krater mit Eigennamen ist der nur wenige Kilometer südlich gelegene 30 Kilometer durchmessende Krater Yoshikawa.
Am 4. August 2017 wurde er nach dem US-amerikanischen Schriftsteller Kurt Vonnegut (1922–2007) benannt. Nach Vonnegut war schon 2002 ein Asteroid des Hauptgürtels benannt worden: (25399) Vonnegut.